# Hsieh Su-wei
Hsieh Su-wei (født 4. januar 1986 i Kaohsiung, Taiwan) er en kvindelig professionel tennisspiller fra Taiwan.
Hsieh Su-weis højeste rangering på WTA single rangliste var som nummer 78, hvilket hun opnåede 3. november 2008. I double er den bedste placering nummer 9, hvilket blev opnået 26. oktober 2009.

## Grand Slam-titler
- Wimbledon:
  - Double damer: 2013 (sammen med Peng Shuai)
- French Open:
  - Double damer: 2014 (sammen med Peng Shuai)